# 近衛家熙
近衛家熈（日语：／ Konoe Iehiro，1667年7月24日—1736年11月5日），是江戶時代早期及中期的公卿；東山天皇及中御門天皇的攝政與關白，也是藤原北家攝關家的近衛家當主。

## 生涯
近衛家熈在寬文七年（1667年）出生，是父母近衛基熙及常子內親王（後水尾天皇第十五皇女）的長子。延寶元年（1673年）十一月元服及敘從五位；延寶四年（1676年）正月昇敘從三位，位列公卿。
貞享三年（1686年）三月，20歲的他出任內大臣，後曾轉任右大臣、左大臣。至寶永四年（1707年）接替鷹司兼熙成為關白，後改任攝政。
享保十年（1725年）接受准三宣下，同年十二月出家。
除此以外，近衛家熈也善於書道、繪畫。他深受加茂流派的影響，能傳神地模仿空海及小野道風的書法作品；其水墨畫也得到時人的讚許。茶道方面則師承慈胤法親王。在有職故實上，他長年研究禮儀典籍，包括花了20年時間才在享保九年（1724年）完成校勘，去世後才刊行的《唐六典》。
元文元年（1736年）他逝世，享年70歲。